# 케임

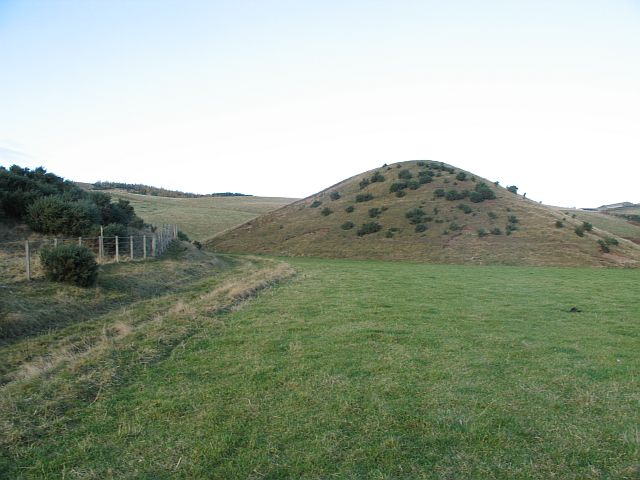
스코틀랜드 키리뮈어(Kirriemuir)의 케임

케임(영어: kame)은 빙하 원래의 퇴적물이 융빙수에 의하여 운반되면서 빙하 말단부의 움푹 들어간 땅을 채우면서 생긴 언덕이다.
빙하 자체에 의하여 형성되는 드럼린이나 융빙수에 의하여 생기기는 하지만 구릉이 아닌 에스커와는 구분된다. 케임이라는 이름은 ‘볏’ 또는 ‘빗’을 뜻하는 스코틀랜드어 단어인 ‘kame’에서 유래하였다.

## 같이 보기
- 드럼린
- 에스커
- 빙퇴석